# Columna de Marciano

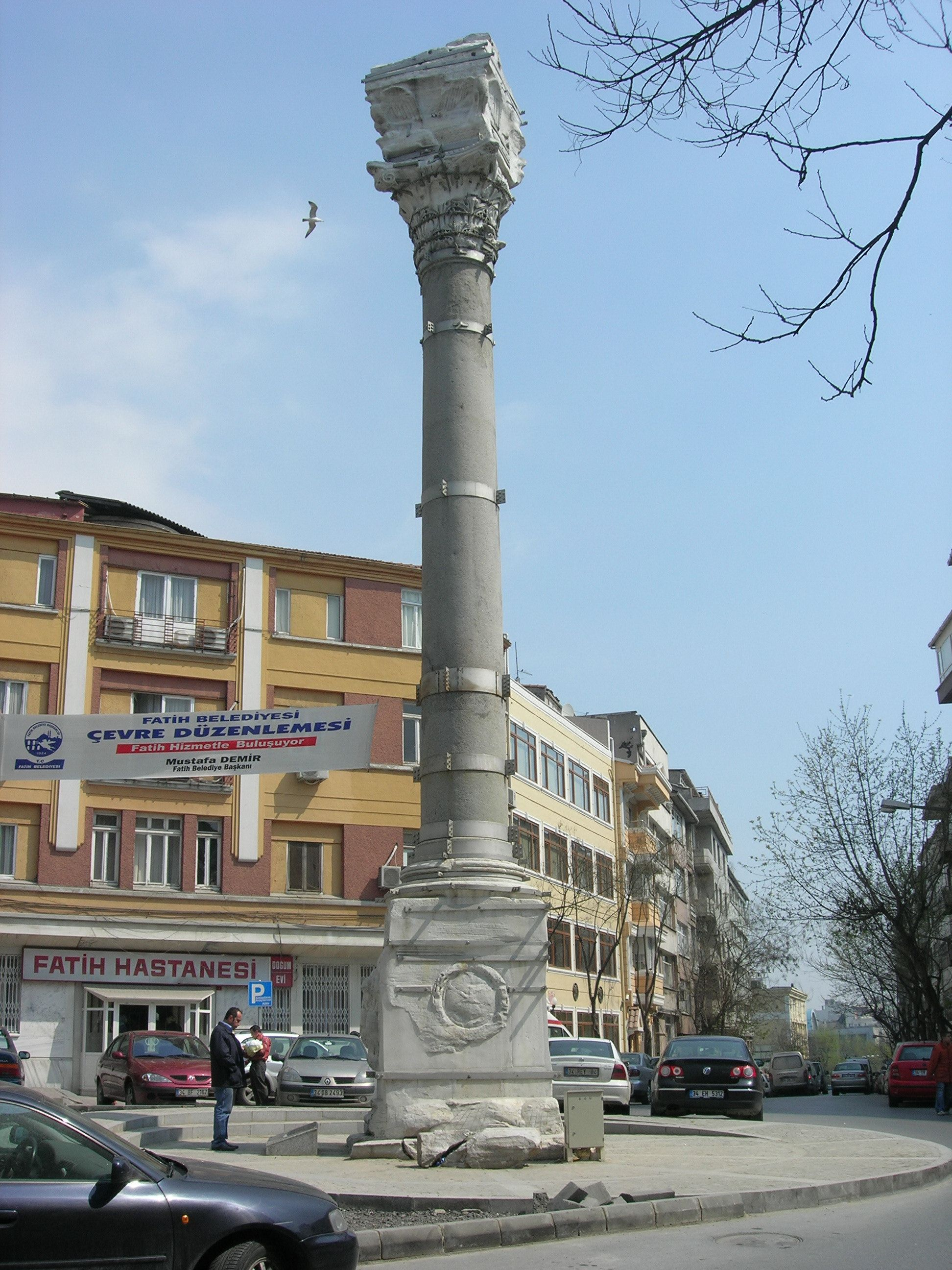
Columna del emperador Marciano.

La Columna de Marciano (en turco, Kıztaşı, que significa Columna de la Niña) es un monumento erigido en Constantinopla por el praefectus urbi Tatianius (450-c.452) y dedicado al emperador Marciano (450-457). Consta de dos piezas de granito rosa egipcio. La base es un cuadrilátero compuesto de cuatro placas de mármol blanco decoradas con cruces griegas dentro de medallones en tres de las caras, y dos genios, a los que se refiere el nombre turco de la columna, que sujetan un globo terráqueo. La columna está coronada por un capitel corintio, el cual es probable que sirviera de base a una estatua de Marciano, de la misma forma que las columnas de Trajano y Marco Aurelio de Roma, de las que se sabe con certeza que tuvieron una estatua del emperador al que conmemoraban respectivamente. 
Existe una inscripción grabada en la cara norte de la base, que se incluye a continuación:
Principis hanc statuam Marciani

cerne torumque

praefectus vovit quod Tatianus

opus